# Milovan Đilas
Milovan Đilas, na crnogor. ćiril. Милован Ђилас, nadimkom Đido, (Mojkovac, selo Podbišće, Kraljevina Crna Gora, 4. lipnja 1911. – Beograd, SRJ 20. travnja 1995.), bio je crnogorski i jugoslavenski političar, publicist i književnik, za doba hladnoga rata jedan od najpoznatijih svjetskih disidenata.

## Životopis
U djetinjstvu je Đilas bio svjedokom surovosti oružanog otpora Crnogoraca protiv okupacije njihove domovine. Posebno mu se urezao lik komitskog vođe Todora Dulovića, koga kasnije podrobno opisuje u svojoj knjizi Besudna zemlja (1958. tiskana u New Yorku, na eng. Land without Justice).
Đilas je članom KPJ, koja je podupirala borbu Crnogoraca za svoja nacionalna prava, postao 1933. Te je godine po Zakonu o zaštiti države osuđen na 5 godina robije; odslužio je tri i nakon toga pušten. Sudjelovao je u organiziranju NOV i PJ-a u Crnoj Gori gdje je primjenjivao oštre mjere prema četnicima i njihovim suradnicima. Bio je članom AVNOJ-a, vlade FNRJ, potpredsjednikom SIV-a, predsjednikom Narodne skupštine FNRJ i njezina Izvršnog komiteta. 
Imao je čin general-pukovnika. Đilas je bio nositeljem partijske knjižice Br. 4 (iza Tita, Aleksandra Rankovića i Edvarda Kardelja) što govori o njegovome statusu u poratnom jugoslavenskom državnom i partijskom vrhu. Osobito je bio popularan među Crnogorcima koji su mu prigodom velikih javnih skupova pjevali: Partija se zatalasa, oko Tita i Đilasa. 
No, 1953. objavio je u glavnom partijskom glasilu Borbi i teorijskom časopisu Nova misao niz članaka s liberalističkih pozicija, od kojih je najpoznatiji Anatomija jednoga morala. Ta je njegova kritička publicistička djelatnost doživjela jednoglasnu osudu Trećeg plenuma CK SKJ u siječnju 1954. Đilas biva isključen iz partijskog članstva zbog navodne neprijateljske propagande, širenja neistina i povjerljivih podataka. Oduzet mu je Orden narodnog heroja i čin rezervnoga generala.
Služio je zatvorsku kaznu od 1955. do 1966., a nakon nje bio je pod stalnim policijskim promatranjem. 1968. ponovno je dobio putovnicu i jedno je vrijeme boravio u SAD-u.
Živio je u Beogradu. Koncem 1980-ih opet je mogao objavljivati svoje tekstove i knjige u tadašnjoj Jugoslaviji. Bio je protivnikom velikosrpskoga nacionalizma. Krajem proljeća 1992. neslužbeno mu je ponuđeno mjesto prvoga predsjednika SRJ, što je on odbio. 
Pokopan je, po vlastitoj želji, u rodnom selu Podbišće, kod Mojkovca, u Crnoj Gori.

## Važnija djela
Milovan Đilas je objavio niz političkih, teorijskih, ali i književnih djela. Njegova svakako najpoznatija knjiga je Nova klasa koju je 1956. po ekskomunikaciji iz državnoga vrha objavio u inozemstvu. Knjiga je imala ukupnu tiražu od oko tri milijuna primjeraka. U anketi New York Timesa proglašena je Nova klasa jednom od 100 najboljih knjiga u 20. stoljeću. Važnija Đilasova djela koja je, za disidentskog perioda, objavljivao u inozemstvu:
- Nova klasa, 1956.
- Besudna zemlja, 1958.
- Razgovori sa Staljinom, 1962.
- Ideje iz zatvora, 1969.
- Sjećanje jednog revolucionara, 1973.
- Nesavršeno društvo, 1975.
- Revolucionarni rat, 1980.
- Druženje sa Titom, 1981.
- Tamnica ideja, 1984.
- Ideje iz zatvora, 1986.

## Stav o crnogorskoj naciji
Velikosrpski autori su tijekom 1990-ih i kasnije Milovana Đilasa optuživali da je izmislio crnogorsku naciju. Prema njihovim tvrdnjama, Đilas je promovirao takav anti-srpski komplot svojim tekstom objavljenim u listu Borba 1. svibnja 1945. pod naslovom O crnogorskom nacionalnom pitanju. 
U tome članku Đilas je tvrdio da su "Crnogorci porijeklom Srbi", ali da su tijekom povijesti profilirali svoju posebnu naciju. Međutim, sam je Đilas vremenom konvertirao pa se potkraj 1980-ih u nizu intervjua izjašnjavao kao Srbin, ali nikad nije poricao da Crnogorci kao nacija doista postoje.
Evo bitnijih stavova Đilasa u članku od 1. svibnja 1945. godine (izvorno, crnogorski):
- Crnogorci, nesumnjivo, pripadaju srpskoj grani južnoslovenskih plemena i naroda. U prošlosti, u osamnaestom, pa i na početku devetnaestog vijeka, Srbi u Srbiji bili su raja pod Turcima...Crnogorski seljaci, seleći se u druge krajeve (naročito u Srbiju), prenosili su duh otpora protiv turskog (islamskog!) feudalizma, bili su nosioci srpskih tradicija. Sa stvaranjem srpske nacije oni su se, nalazeći se zajedno sa srodnim seljaštvom, kada je otpočelo formiranje srpske nacije, u nju ulili i s njom stopili... O formiranju nacija - srpske i crnogorske - u to vrijeme, razumije se, ne može biti ni govora. Ali iz gornjih činjenica su ljudi, koji nijesu znali zakone formiranja nacija, koji nijesu shvatili suštinu nacionalnog pitanja, izvukli zaključak da su Crnogorci "najčistiji" Srbi, Crna Gora "kolijevka" srpstva. To je poslužilo kao idejna osnova, kao opravdanje za prisajedinjavanje Crne Gore, za osporavanje nacionalnih prava Crnogorcima.
- Stvaranje nacije u Crnoj Gori počelo je čitavo stoljeće kasnije nego u Srbiji. Ovdje su postojali sasvim drugi i svi uslovi (teritorija, ekonomska povezanost i dr.), kojih nije bilo kod manjina u Bosni i Hercegovini. Proces formiranja crnogorske nacije i dan-danji traje, a u ovome ratu posebna crnogorska individualnost, ispoljavanje nacionalne svijesti i nacionalne osobitosti, najoštrije su došli do izraza. Ovaj rat, u izvjesnom smislu, označava kulminacionu tačku procesa formiranja Crnogoraca u posebnu naciju, posebnu nacionalnu individualnost. Po plemenskoj tradiciji oni se osjećaju, a i jesu, Srbi (srpska plemena u Srednjem vijeku, srpska raja, srpski narod pod Turcima), ali su oni u nacionalnom pogledu danas i nešto posebno, svoje, crnogorsko (kao što i npr. Srbi iz Srbije nijesu Crnogorci i ne osjećaju se takvima). Gledajući stvar tako, kroz istoriski razvitak, sasvim je razumljivo zašto se Crnogorci nacionalno danas osjećaju nečim posebnim...

- Mi komunisti nijesmo za federalnu Crnu Goru ni iz kakvih "političkih" razloga (t.j. iz potrebe za privremenim manevrom) niti mi - cijepamo srpstvo. Mi smo za to, jer smo uvjereni, znamo da to hoće crnogorski narod, a on to hoće jer se osjeća, jer jeste nešto posebno, posebni, drukčiji "Srbi" od svih Srba, -Crnogorci. A tradicionalno srpstvo cijepaju oni koji su htjeli da ga uprljaju saradnjom s okupatorom, koji pričaju o Srbima (u Srbiji) i Crnogorcima kao o jednom narodu, a istovremeno reže protiv Crnogoraca u centralnom državnom aparatu, govore da su Crnogorci gori od ustaša i psuju majku crnogorsku djeci koja su prebačena u Beograd da budu zbrinuta.

## Vanjske poveznice
- (srp.) Tekst Milovana Đilasa u Borbi od 1. svibnja 1945. s propratnim velikosrpskim komentarom.